# يوتيليتا أرينا برمنغهام
يوتيليتا أرينا برمنغهام (بالإنجليزية: Utilita Arena Birmingham)‏ في الأصل الساحة الداخلية الوطنية (بالإنجليزية: National Indoor Arena)‏ هي ساحة داخلية ومكان رياضي في وسط برمنغهام، المملكة المتحدة.